# Итири
Ѝтири (на италиански: Ittiri; на сардински: Ìttiri Cannedu, Итири Канеду) е град и община в Южна Италия, провинция Сасари, автономен регион и остров Сардиния. Разположено е на 400 m надморска височина. Населението на общината е 8782 души (към 2013 г.).